# Anticor
Ne doit pas être confondu avec Agence française anticorruption.
Pour l’article ayant un titre homophone, voir Anticorps.
Anticor est une association anticorruption française qui œuvre à réhabiliter la démocratie représentative, promouvoir la probité en politique et lutter contre la corruption politique et la fraude fiscale.
Cette association se fait connaître du grand public en 2011 à la suite de la plainte qu'elle dépose dans l'affaire des emplois fictifs de la mairie de Paris sous le mandat de Jacques Chirac. Par la suite, elle est à l'origine d'enquêtes sur des personnalités politiques de premier plan, notamment contre l’ancien président de l’Assemblée nationale Richard Ferrand, le ministre de la Justice Éric Dupond-Moretti ou encore le secrétaire général de l’Élysée, Alexis Kohler.
Anticor est régulièrement auditionnée par le gouvernement et les ministères, elle interpelle et diffuse une charte éthique aux candidats et aux élus à l'occasion de chaque scrutin local ou national, elle décerne chaque année des prix éthiques aux personnes qui se sont particulièrement distinguées dans ce domaine, elle intervient quotidiennement pour alerter et dénoncer des agissements critiquables et elle engage des signalements voire des procès en justice.
Le renouvellement en 2021 de l'agrément ministériel qui lui permet de se constituer partie civile est annulé rétroactivement en 2023, et l'association ne le retrouve qu'en 2024 à l'issue d'une longue bataille judiciaire contre le gouvernement.
Elle est présidée depuis avril 2025 par Emma Taillefer.

## Histoire
Cette association loi de 1901 est fondée en juin 2002 par le juge Éric Halphen et par Séverine Tessier en réaction à la qualification de Jean-Marie Le Pen (FN) au second tour de l’élection présidentielle de 2002 face à Jacques Chirac. Ses fondateurs estiment que cette situation est la preuve d’un délitement de la République dû à un laisser-faire institutionnalisé face à la corruption de nombreux représentants des citoyens. Anticor est une association regroupant des élus et des citoyens. Elle interpelle et diffuse une charte éthique aux candidats ou aux élus à l'occasion de chaque scrutin local ou national.
À partir de 2004, elle décerne chaque année des prix éthiques aux personnes qui se sont particulièrement distinguées dans ce domaine.
En 2008, Anticor modifie ses statuts pour fusionner avec l’association des Amis d’Anticor fondée en février 2005 pour soutenir Anticor.
En 2011, elle se fait connaître du grand public à la suite de sa plainte déposée dans l'affaire des emplois fictifs de la mairie de Paris sous le mandat de Jacques Chirac.

## Actions menées par l'association

### Diffusion d'une charte éthique avant chaque élection
Anticor, après avoir interpellé les candidats à l'élection présidentielle de 2007, propose depuis 2008 aux candidats de toutes les tendances politiques républicaines la signature d'une charte éthique pour qu'ils s’engagent publiquement devant leurs électeurs en matière d’intégrité, d’exemplarité et de transparence démocratique. Les engagements requis des candidats ont évolué progressivement au fil des élections et du retour d'expérience qui en a été tiré.
Tout d'abord aux élections municipales de 2008, une charte éthique des collectivités locales contenant les 12 engagements suivants est proposée aux élus[source insuffisante] :
- Non cumul et limitation des mandats et des fonctions exécutives,
- Gestion des deniers publics transparente et rigoureuse,
- Reconnaissance de la place de l’opposition et affirmation de ses droits,
- Formation obligatoire des élus aux bonnes pratiques de gestion,
- Reconnaissance du droit d’alerte pour tous les employés municipaux,
- Prise en compte du rôle des citoyens dans la gestion de la cité,
- Réglementation stricte du lobbying,
- Lutte contre les conflits d’intérêt et engagement pour favoriser la moralité des élus,
- Renforcement de la transparence sur les déclarations de patrimoine et de revenu des élus et des candidats,
- Suspension d’un élu condamné pour délits financiers en première instance et faisant appel,
- Inéligibilité définitive des élus condamnés pour délits financiers,
- Suspension de l’accès aux marchés publics de toute entreprise condamnée pour avoir pratiqué un lobbying réprouvé par la loi.

Elle a vocation à ce que la collectivité locale s’engage à soutenir et appliquer ces 12 propositions[réf. nécessaire].
Comme en 2007 pour les présidentielles, l'association interpelle les candidats aux élections européennes de 2009 et soutient en France la campagne européenne « épingler vos candidats » lancée par 4 grands réseaux d'ONG.
En 2011, en parallèle de la charte et pour en faire comprendre les fondements, Anticor publie un rapport intitulé « la France pillée »,,,,.
Aux élections législatives de 2012, les 320 premiers signataires se répartissent en 33 % de candidats EELV, 23 % du CPF-Modem, 15 % du Parti Pirate, 7 % du Front de Gauche, 5 % de Cap 21, 3,5 % du PS et 2,5 % de Debout La République. Néanmoins, à la suite des élections, sur les 17 élus ayant ratifié la charte, il apparaît que 5 ne se sont pas démis de leur mandat en cours (Gilbert Sauvan (PS), député et président du conseil général des Alpes-de-Haute-Provence ; Stéphane Saint-André (PRG), député et maire de Béthune ; Laurence Abeille (EELV), députée et adjointe au maire de Fontenay-sous-bois ; Christophe Castaner (PS), député et maire de Forcalquier) et sont donc mis en demeure de respecter leur engagement signé de non cumul de mandats. Gilbert Sauvan est ensuite assigné en justice, comparait devant le TGI de Digne-les-Bains le 18 juin 2013 mais la justice lui donne raison le 23 juillet 2013 et Anticor est déboutée.
Pour les élections municipales de 2014, à la suite de l'échec devant la justice, le cadre de la signature devient plus formel et il est demandé aux candidats tête de liste s'ils sont élus maire de respecter 9 engagements avec comme préalables la nécessité de ne pas avoir été maire plus d'une fois, l'engagement de démission de tout autre mandat exécutif et un casier judiciaire ne comportant aucune mention de condamnation pour une infraction d’atteinte à la probité publique. L'association rappelle que le signataire engage sa responsabilité contractuelle, qu'elle pourra agir en justice en cas de violation de ces engagements et qu'elle utilisera son « service après vote » pour distinguer les maires éthiques et les défaillants : seuls 475 candidats s'engagent (sur 926 068, soit 1/2000), essentiellement des candidats peu connus ou ceux dont les adversaires ont déjà signé la charte.
Le suivi de l'engagement des 40 signataires élus montre que certains jouent le jeu pleinement au contraire d'autres qui ne le font que partiellement voire pas du tout, ce qui constitue un bilan mitigé.
Lors des élections départementales de mars 2015, la charte comporte deux volets : le premier concerne l'engagement individuel de tous les futurs élus (titulaires et suppléants) pendant leur mandat (non cumul des mandats et fonctions exécutives, bonnes pratiques de gestion, transparence, probité, lutte contre le trafic d'influence), le second concerne l'engagement du futur président du conseil départemental (transparence des indemnités des élus, reconnaissance de l'opposition, participation citoyenne dans toutes les commissions non réglementées, publication internet de tous les rapports, comptes-rendus ou budgets ainsi que tout document autorisé par la Commission d'accès aux documents administratifs (CADA).
La même année mais pour les élections régionales, la décision du conseil d'administration de l'association de permettre aux candidats du Front national de signer la charte fait scandale, amenant notamment à la démission de certains membres puis au retrait de la charte. L'association souligne ainsi à nouveau que les engagements des candidats sont difficiles à faire respecter et que la jurisprudence permettant de sanctionner les manquements aux chartes reste à construire.
Pour l'élection présidentielle de 2017, beaucoup de candidats ne souhaitant pas prendre des engagements tels que ceux contenus dans la charte proposée à leur signature, l'association s'adresse cette fois-ci directement aux futurs électeurs et leur demande de signer la charte (sous la forme d'une pétition) afin d’exiger des candidats qu’ils prennent les dix engagements qu’elle contient. Cette pétition recueille néanmoins peu de signatures. En parallèle Libération demande aux candidats de s’engager sur 6 mesures concernant l’argent des parlementaires.
Pour les élections municipales de 2020, l'association publie à nouveau des propositions pour des communes plus éthiques. Mais, consciente qu'elle n'a pas les moyens d'aller en justice contre les candidats qui ne respecteraient pas leur engagement, elle ne propose plus de signer sa charte mais annonce que les candidats sont libres d'intégrer les propositions, plus ou moins partiellement, dans leur programme (en complément du respect de la « charte de l'élu local » définie et rendue applicable par la loi du 31 mars 2015).

### Distribution de Prix éthiques, de Casseroles et de Pantoufles
Chaque année depuis 2004, à l'instar de la cérémonie des César du cinéma et de la démarche déjà engagée par la revue La lettre du cadre territorial qui décerne des Prix éthiques, Anticor organise une soirée de remise des Prix éthiques et des Casseroles pour récompenser les comportements vertueux et dénoncer les agissements déplorables de l’année écoulée. Depuis 2019, elle décerne aussi des Pantoufles pour ceux qui se sont illustrés dans le pantouflage.

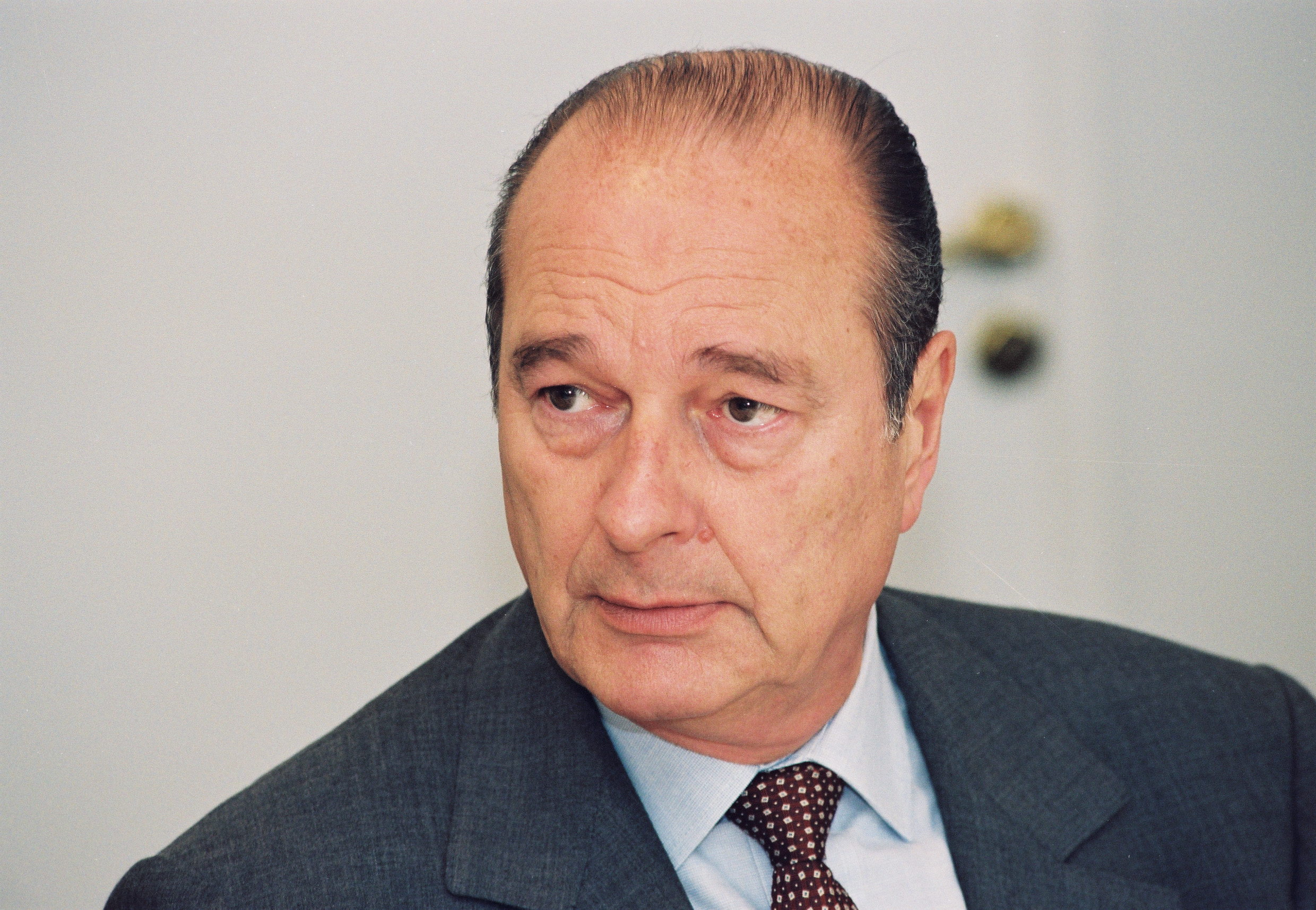
Jacques Chirac, « Marmite d'or » 2004.

Le 18 mars 2006, elle remet le prix de l'éthique à Daniel Chanet (maire de Vendôme), le prix du courage à Denis Robert (journaliste et auteur) et le prix de la résistance à 5 syndicalistes de Veolia (licenciés par le Ministre de l'Emploi Jean-Louis Borloo pour avoir alerté sur des pratiques de gestion de leur société Veolia) : Sylvie Delabit, Patricia Grégori, Christophe Mongermont, Alain Bonnet et Jean-Luc Toulouse (président de l'association pour le contrat mondial de l'eau). Les casseroles sont décernées aux élus condamnés Didier Schuller et Jean-François Mancel.
Le 4 avril 2007, s'étant adressée aux candidats à l'élection présidentielle, elle remet le prix avec la mention Démocratie à François Bayrou, candidat de l'UDF, qui « souhaite que les puissances économiques qui répondent à des marchés publics ne puissent être propriétaires de média » ; le prix avec mention Transparence à Dominique Voynet, candidate des Verts dont toutes les informations sur ses prises de positions et son patrimoine sont accessibles sur son blog personnel ; le prix avec mention Éthique à Ségolène Royal, candidate socialiste, pour son action dans la moralisation de la vie politique française. La casserole est décernée à Nicolas Sarkozy qui a refusé de communiquer son patrimoine personnel.
Quatre ans plus tard, le 11 octobre 2011, Lionel Tardy reçoit le prix de la Résistance éthique pour son action en faveur de la transparence du travail parlementaire et pour sa lutte contre les conflits d'intérêts et le cumul des mandats. Reçoivent aussi un prix éthique : René Dosière, député PS, dans la catégorie Politique ; Denis Robert, dans la catégorie Journaliste d’investigation ; le site Mediapart, dans la catégorie Presse ; la docteur Irène Frachon, dans la catégorie Lanceur d’alerte citoyen et Sihem Souid, dans la catégorie Lanceur d’alerte fonctionnaire. De nombreuses Casseroles sont aussi décernées : Charles Pasqua et Gaston Flosse : Casseroles d'or pour l’ensemble de leur œuvre ; Christian Blanc, Alain Joyandet, Claude Guéant, Michèle Alliot-Marie, Brice Hortefeux, Patrick Stefanini, Alain Juppé et la commission d’arbitrage qui a statué dans l’affaire Tapie : Casseroles d’Argent ; Bernard Granié, la commission consultative du Secret Défense : Casseroles de Bronze ; Éric Woerth et Jean-Noël Guérini, Ziad Takkiedine, Jean-Michel Baylet : Casseroles spéciales.
Le 10 novembre 2012, le député UDI Charles de Courson reçoit le prix de la Transparence et exemplarité éthiques pour son combat pour la transparence des frais professionnels des parlementaires, ayant déposé un amendement pour que l'utilisation de l'indemnité représentative de frais de mandat (IRFM) devienne vérifiable par l'administration, comme c'est le cas des frais de chaque salarié par exemple. Reçoivent aussi un prix éthique : l'ex adjoint au maire écologiste de Grenoble Raymond Avrillier, dans la catégorie Lanceur d'alerte (connu pour avoir provoqué la mise en examen d'Alain Carignon en 1994, il est récompensé pour avoir révélé l'affaire des sondages de l'Élysée sous la présidence de Nicolas Sarkozy) ; le journaliste Antoine Peillon dans la catégorie Journaliste d'investigation pour son livre sur l'évasion fiscale. La casserole est décernée à Roxane Decorte, conseillère UMP de Paris condamnée pour abus de confiance.
En 2013, Anticor décerne quelques prix éthiques aux niveaux régional et départemental, par exemple dans l'Hérault ou en Franche Comté.

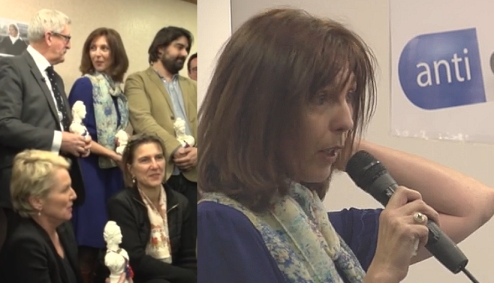
Remise des « prix éthiques » 2015.

Lors de la soirée du 31 janvier 2015, Anticor décerne les prix pour 2013 et 2014. En récompensant deux lanceurs d'alerte, Stéphanie Gibaud et Patrick Malik ; deux journalistes, Élise Lucet avec son équipe de Cash Investigation et Fabrice Arfi de Mediapart et enfin le maire de Limoges, Émile-Roger Lombertie. La casserole est décernée à Patrick Balkany.
Le 30 janvier 2016, les prix éthiques sont décernés à Antoine Deltour (lanceur d'alerte, Luxembourg Leaks), Gérard Davet et Fabrice Lhomme (journalistes au Monde, SwissLeaks), Davide Dormino (artiste, sculpture Anything to say), Laurent Léger (journaliste Tapie-Sarkozy, les clefs du scandale), Laurent Mauduit (journaliste, Mediapart), Laura Pfeiffer (inspectrice du travail, société Tefal), Bruno Piriou (conseiller municipal, Corbeil-Essonnes). Les casseroles étant décernées à Joëlle Ceccaldi-Raynaud (Maire de Puteaux), Christian Eckert (Secrétaire d'état au budget),.
Lors de la cérémonie du 28 janvier 2017, les prix éthiques sont décernés : aux journalistes indépendants Jacques Duplessy et Guillaume de Morant pour leur livre Le tour de France de la corruption et à Christian Chesnot et Georges Malbrunot pour leur livre Nos très chers émirs à propos des dérives de la relation entre le Qatar et des personnalités politiques ; au collectif Osons Causer pour leur regard critique sur l’actualité et la corruption sur leur chaîne YouTube avec de l'ordre de 100 000 abonnés ; à Tatiana Ventôse pour le JT Le Fil d’Actu qu'elle diffuse sur les réseaux sociaux et YouTube ; à Daniel Ibanez pour son salon des lanceurs d’alerte Des Livres et l’Alerte, pour son travail de lanceur d’alerte sur les dessous du tunnel Lyon-Turin et pour ses livresTrafics en tous genres et Lyon-Turin les réseaux qui déraillent ; à l'ancienne maire de Bouguenais Françoise Verchère pour son combat contre le projet de l'aéroport de Notre-Dame-des-Landes et auteure de Notre-Dame-des-Landes, la fabrication d'un mensonge d'État ; au lanceur d'alerte Rémy Garnier pour son courage lorsqu'il a révélé en 2008, l'existence d’un compte en Suisse appartenant au ministre du budget Jérôme Cahuzac ; à François Ruffin pour son documentaire satirique Merci Patron ! sur le licenciement d'un couple de salariés d'une entreprise sous traitante de LVMH à la suite d’une délocalisation de la production et pour le journal Fakir dont il est fondateur et rédacteur en chef ; et à la comédienne, humoriste et chroniqueuse de France Inter Nicole Ferroni pour avoir notamment dénoncé entre autres la directive sur le secret des affaires (et pour la vidéo associée). À l'inverse, Sylvie Andrieux, condamnée pour détournement de fonds publics et la Cour de justice de la République reçoivent une casserole.

Prix éthique 2018.

La cérémonie du 26 janvier 2018 récompense le lanceur d'alerte Alain Gautier pour avoir dénoncé les pratiques de l'entreprise Vortex et pour son courage face aux procédures-bâillons pendant six ans ; ainsi que le nouveau média d'investigation Mediacités, la journaliste Stéphanie Fontaine pour son enquête sur la privatisation du contrôle routier, la journaliste Mathilde Mathieu de Mediapart pour ses révélations sur le système des étrennes des sénateurs. Ont aussi été récompensés Regards citoyens, pour leur combat pour la transparence au travers du numérique, les frères Alain et Éric Bocquet, respectivement député et sénateur du Nord, pour leur persévérance pour l'égalité des citoyens devant l'impôt et enfin Adrien Roux pour sa thèse sur la corruption internationale. Les casseroles ont été décernées à François-Noël Buffet, sénateur du Rhône et ancien maire d’Oullins, pour son amendement qui a permis de plafonner à 12 ans le délai de prescription des infractions dissimulées. Et au Garde des Sceaux Jean-Jacques Urvoas, condamné pour avoir transmis au député Thierry Solère des éléments de l’enquête qui le visait pour fraude fiscale, blanchiment et trafic d’influence et pour avoir fait condamner le lanceur d’alerte qui avait alerté la presse sur son enrichissement personnel en achetant sa permanence parlementaire avec les indemnités représentatives de frais de mandat,.
Le 11 janvier 2019, six prix éthiques récompensent : Karim Ben Ali pour avoir lancé l’alerte sur le déversement de produits polluants par ArcelorMittal ; David Burgioni et Séverin Medori, respectivement maires de Centuri et de Linguizzetta en Corse, pour la défense d’une culture de la probité, de la légalité et de l’intégrité dans leurs communes ; les journalistes Martine Orange (Mediapart) et Camille Polloni (Les Jours) pour la révélation respectivement de conflits d’intérêts dans les dossiers Alstom / Kohler et des enjeux financiers des principales affaires en cours ; Sophie Lemaître pour sa thèse sur le droit à l’épreuve des flux financiers et Julia Cagé pour ses propositions ambitieuses sur le financement de la vie politique et l’élection des parlementaires dans Le Prix de la démocratie. Trois casseroles sont aussi remises : à Vincent Bolloré, mis en examen pour corruption dans l’affaire des ports africains et qui poursuit en diffamation systématiquement tous les articles sur ses affaires ; au député LREM Raphaël Gauvain pour avoir été rapporteur de la loi scélérate sur le secret des affaires ; à Yaël Braun-Pivet en tant que présidente bienveillante de la commission d’enquête sur l’affaire Benalla et de sa désinvolture face aux parjures commis à cette occasion et non sanctionnées. Enfin, pour la première fois une pantoufle est créée et décernée à Fleur Pellerin, ancienne ministre de la Culture et nouvelle présidente de la société d’investissement Korelya Consulting, pour ne pas avoir respecté les réserves formulées par la Haute autorité pour la transparence de la vie publique (HATVP) sur sa reconversion dans le privé « en prenant pour client une entreprise privée avec laquelle elle avait conclu un contrat ou formulé un avis sur un contrat » dans le cadre de ses fonctions gouvernementales,,.
Le 10 janvier 2020, sept prix récompensent : Stéphane Horel, journaliste au Monde pour son livre Lobbytomie, Aurore Gorius, journaliste aux Jours pour Lobbies, le pouvoir des couloirs, Avaler la pilule sur l’influence des laboratoires pharmaceutiques, et Les conseillers sur les conseillers de l’exécutif ; Olivier Marleix, député LR d’Eure et Loir, pour son implication dans la commission d’enquête parlementaire ayant exigé des explications sur les conditions du rachat de la branche énergie d’Alstom par General Electric ; Maxime Renahy, lanceur d'alerte, pour avoir créé une plateforme internet pour aider les lanceurs d'alerte et pour son ouvrage Là où est l’argent qui dénonce la fraude généralisée dans les paradis fiscaux ; Nicolas Lambert, pour ses pièces de théâtre Trilogie : L’A-Démocratie ; Daniel Bertone, pour avoir combattu pour une expression démocratique sur la privatisation d'ADP ; Denis Breteau, lanceur d'alerte, pour avoir dénoncé des marchés truqués à la SNCF. Quant aux casseroles, elles sont décernées à la sénatrice et membre du comité d'éthique de l'Académie nationale de médecine Marie-Thérèse Hermange pour avoir dans le cadre de l'affaire du Mediator fait appel à un expert connu pour ses liens avec le laboratoire Servier dans le but de minimiser la responsabilité de ce laboratoire, et au couple Joëlle et Alain Ferrand pour leur art de contourner les lois sur l’inéligibilité au Barcarès après 25 ans de condamnations et d'alternance,.
Le 21 janvier 2023, les prix éthiques sont décernés aux journalistes Bernard Nicolas et Thierry Gadault pour leurs enquêtes et révélations sur les pratiques du Qatar, à Lina Megahed, docteur en droit public, pour sa thèse Le contre-pouvoir populaire, à Victor Castanet pour son travail d’enquête paru dans le livre Les Fossoyeurs, au sénateur Arnaud Bazin et à la sénatrice Éliane Assassi, président et rapporteur de la Commission d’enquête sur l’influence des cabinets de conseil sur les politiques publiques, à Pierre Lascoumes pour son ouvrage L’économie morale des élites dirigeantes et l’ensemble de son travail de recherche sur la corruption, à Valentine Oberti et Luc Hermann pour leur documentaire sur la concentration des médias privés Media Crash : qui a tué le débat public ?.
La Pantoufle est remise à Jean-Baptiste Djebbari, ancien ministre délégué aux transports devenu administrateur de la société Hopium qui développe des véhicules à hydrogène. Les Casseroles sont décernées à Gérald Darmanin pour sa réforme de la police judiciaire, qui pourrait profiter aux délinquants financiers et au crime organisé, et à Laurent Wauquiez, président de la région Auvergne Rhône-Alpes pour avoir organisé de fastueux banquets à 1 100 € d’argent public par convive.
| Année | Prix éthique | Casserole                                          | Pantoufle                    |
| ----- | --- | -------------------------------------------------- | ---------------------------- |
| 2004  | Michel Berson | Jacques Chirac                                     | Aucune                       |
| 2005  | Michel Hunault |                                                    | Aucune                       |
| 2006  | Daniel Chanet, Denis Robert, Sylvie Delabit, Patricia Grégori, Christophe Mongermont, Alain Bonnet et Jean-Luc Toulouse | Didier Schuller, Jean-François Mancel              | Aucune                       |
| 2007  | François Bayrou, Dominique Voynet, Ségolène Royal | Nicolas Sarkozy                                    | Aucune                       |
| 2011  | Lionel Tardy, René Dosière, Denis Robert, Mediapart, Irène Frachon, Sihem Souid |                                                    | Aucune                       |
| 2012  | Charles de Courson, Raymond Avrillier, Antoine Peillon | Roxane Decorte                                     | Aucune                       |
| 2015  | Stéphanie Gibaud, Patrick Malik, Élise Lucet, Fabrice Arfi, Emile-Roger Lombertie | Patrick Balkany                                    | Aucune                       |
| 2016  | Antoine Deltour, Gérard Davet, Fabrice Lhomme, Davide Dormino, Laurent Léger, Laura Pfeiffer, Bruno Piriou | Joëlle Ceccaldi-Raynaud, Christian Eckert          | Aucune                       |
| 2017  | Jacques Duplessy, Guillaume de Morant, Christian Chesnot, Georges Malbrunot, Le collectif Osons Causer, Tatiana Jarzabek-Ventôse, Daniel Ibanez, Françoise Verchère, Rémy Garnier, François Ruffin et Nicole Ferroni                                              | Sylvie Andrieux, Cour de justice de la République  | Aucune                       |
| 2018  | Alain Gautier, Adrien Roux, Médiacités, Stéphanie Fontaine, Mathilde Mathieu, Regards Citoyens, Alain Bocquet et Éric Bocquet | François-Noël Buffet, Jean-Jacques Urvoas          | Aucune                       |
| 2019  | Martine Orange, Camille Polloni, Sophie Lemaître, Julia Cagé, David Brugioni, Severin Medori, Karim Ben Ali, Denis Breteau | Vincent Bolloré, Raphaël Gauvain, Yaël Braun-Pivet | Fleur Pellerin               |
| 2020  | Stéphane Horel, Aurore Gorius, Olivier Marleix, Maxime Renahy, Nicolas Lambert, Daniel Bertone, Denis Breteau | Marie-Thérèse Hermange, Joelle et Alain Ferrand    | Aucune                       |
| 2021  | Vincent Jauvert, Béatrice Guillemont, Hocine Rouagdia, Inès Léraud, Ugo Bernalicis, Les Goguettes en trio, mais à quatre | Agnès Pannier-Runacher                             | Éric Russo                   |
| 2022  | Consortium international des journalistes d'investigation, Noël Pons, Valérie Murat, Secrets d'info (France Inter), Amar Benmohamed, Observatoire des multinationales, Julian Assange                                                                             | Mathias Vicherat                                   | Brune Poirson, Natacha Valla |
| 2023  | Bernard Nicolas, Thierry Gadault, Lina Megahed, Victor Castanet, Arnaud Bazin, Éliane Assassi, Pierre Lascoumes, Valentine Oberti, Luc Hermann | Gérald Darmanin, Laurent Wauquiez                  | Jean-Baptiste Djebbari       |
| 2024  | Philippe Blanc, Grégory Cingal, Paul Cougnard, Tom Gagnaire ; Laureline Fontaine ; Renaud Van Ruymbeke ; Jean-Charles Faivre-Pierret ; Cie du Grand Soir ; Antoine Vauchez, Lola Avril, Chloé Fauchon, Emilia Korkea-Aho et Juliette Lelieur ; Bernard Lavilliers | Cédric O Marc Fesneau                              | Olivier Véran                |
| 2025  | Matt Kennard et Claire Provost ; Liz Awad ; Clarisse Féletin ; Houria Aouimeur ; Danielle Simonnet ; Waly Dia et Mickaël Quiroga ; Antoine Raimbault | Aurore Bergé, Olivier Sichel, Rachida Dati         | Aucune                       |

### Agréments
Sans agrément, la recevabilité de son action dépend de sa capacité à démontrer, au cas par cas, son intérêt à agir.

#### Agrément du ministère de la Justice
En 2013, cet outil juridique a été créé dans le cadre de lois de moralisation de la politique. L'agrément par le ministère de la Justice est nécessaire pour saisir la justice et se porter partie civile au titre de l'article 2-23 du code de procédure pénale pour les infractions de corruption et trafic d'influence, de recel ou de blanchiment des revenus induits, de manquement au devoir de probité ou d'influence pour obtenir le vote d'électeurs. Cela permet notamment d'obtenir la nomination d’un juge d’instruction ou de passer outre un classement sans suite par le parquet. L’association est agréée une première fois en mars 2015 par la ministre de la Justice Christiane Taubira, puis en février 2018 par Nicole Belloubet pour 3 ans,.
Le renouvellement de son agrément en février 2021 donne lieu à polémique. Le Premier ministre Jean Castex — le ministre de la Justice Éric Dupond-Moretti ne pouvant suivre le dossier du fait d'un conflit d'intérêts — tarde en effet à l'accorder. Le gouvernement juge insuffisantes les réponses apportées par l'association sur son fonctionnement. Une demande de la Direction des affaires criminelles et des grâces ― considérée par la CNIL comme abusive ― vise à connaître l'identité du principal donateur de l'association. L’agrément est prorogé jusqu’au 2 avril 2021, selon un arrêté publié le 14 février au Journal officiel. L'instruction complémentaire du gouvernement porte sur la « conformité du fonctionnement de l'association à ses statuts », les « garanties de régularité en matière financière et comptable », le « caractère désintéressé et indépendant de ses activités, apprécié notamment eu égard à la provenance de ses ressources ». Anticor traverse une crise interne. La révélation de l'identité du principal donateur, Hervé Vinciguerra, un homme d’affaires pratiquant l’optimisation fiscale, est l'un des points soulevés par le gouvernement pour le renouvellement de l'agrément. Hervé Vinciguerra révèle son identité en mars 2021 bien que la CNIL lui ait reconnu le droit de rester anonyme,,.
L'agrément d'Anticor est renouvelé le 2 avril 2021 pour trois ans,, in extremis (l’arrêté est publié par Jean Castex, une heure et demie avant la fin du délai), mais le décret de renouvellement indique des réserves concernant « …les procédures d'information du conseil d'administration », « l'absence de transparence sur [un] don conséquent » et considérant cela comme « de nature à faire naître un doute sur le caractère désintéressé et indépendant des activités passées de l'association »,,.
À la suite d'un recours introduit par deux membres dissidents de l’association qui estimaient que la procédure était irrégulière puisque Anticor ne respecterait pas les conditions d’indépendance, de caractère désintéressé et d’information de ses membres, le tribunal administratif de Paris, dans un jugement rendu le 23 juin 2023 annule l'agrément de l'association,,. Les dirigeants d'Anticor dénoncent « des impacts très négatifs » pour plusieurs affaires politico-financières en cours,. Devant la cour administrative d'appel, le 19 octobre 2023, les services du Premier ministre apportent leur soutien à l’association en rappelant « le caractère désintéressé et indépendant » de ses activités. La Cour administrative d'appel de Paris confirme cette annulation le 16 novembre 2023,.
L'association fait appel de cette décision en cassation et dépose immédiatement une nouvelle demande d'agrément. L'administration prolonge le délai d'instruction de cette demande jusqu'au 26 décembre 2023. L'absence de réponse du gouvernement est un refus implicite d'agrément, sans que le ministère ait justifié sa décision. L'association annonce vouloir contester devant le tribunal administratif, ce qui est rendu difficile par le fait que le motif du refus n'a pas été précisé par le gouvernement.
Le 12 août 2024, le juge des référés du tribunal administratif de Paris demande au gouvernement de « réexaminer la demande d'agrément de l'association Anticor, qui lui permet d'intervenir dans les dossiers judiciaires, dans un délai de quinze jours ». Le juge des référés estime que « la décision attaquée porte atteinte, de manière suffisamment grave et immédiate, à la situation de l’association requérante et à un intérêt public ». Sa décision suspend le refus implicite du premier ministre démissionnaire Gabriel Attal le 26 juillet de délivrer un agrément gouvernemental. Le magistrat note aussi qu'il existe « un doute sérieux sur la légalité de la décision attaquée ». Gabriel Attal ignore l'injonction du tribunal administratif de donner à Anticor une réponse motivée à sa demande d'agrément dans les 15 jours. L'association saisit à nouveau la justice, et obtient l'obligation pour le gouvernement de répondre dans un délai de vingt-quatre heures avec une astreinte de 1 000 € par jour de retard,. L'association retrouve son agrément immédiatement après, le 5 septembre 2024,,.
Le 6 novembre 2024, le Conseil d’État décide de valider la décision de la Cour administrative d’appel de Paris concernant l’annulation rétroactive de l’arrêté du 2 avril 2021 qui renouvelait l'agrément. L’association Anticor perd donc définitivement son agrément pour la période de 2021 au 5 septembre 2024, date à laquelle elle a obtenu un nouvel agrément. Dans son communiqué, le Conseil d’État dit que « c’est au seul juge pénal qu’il appartient de se prononcer sur les conséquences ». Anticor déclare envisage une action en responsabilité pour faute de l’Etat commise à son encontre pour le préjudice causé par la délivrance de cet agrément irrégulier, et propose que les demandes d'agrément soient examinées par une instance indépendante, telle que le Défenseur des droits. Le tribunal administratif de Paris considère en effet en août 2025 que la perte de l'agrément en 2021 est « faute [qui engage] la responsabilité de l’Etat » et le condamne à verser à l’association une provision de 10 800 €.
La décision implicite du gouvernement Borne, en décembre 2023, de ne pas renouveler l’agrément, est annulée par le tribunal administratif en avril 2025 ; le tribunal estime alors que ce refus était « illégal », puisque « l’association remplissait toutes les conditions lui permettant de se voir délivrer l’agrément ».
En juillet suivant, le même Tribunal condamne l’État à verser à Anticor une provision de 10.800 € en réparation du préjudice subi du fait de cette décision illégale, constituant une faute.

#### Agrément de la HATVP
Elle est agréée depuis le 27 janvier 2016 par la Haute Autorité pour la transparence de la vie publique (HATVP) ce qui lui permet de saisir cet organisme si elle a connaissance de situations contraires aux lois du 11 octobre 2013 sur la transparence de la vie publique (atteinte à la probité, conflit d’intérêts, non-respect des obligations de déclarations ou des règles de pantouflage). Cet agrément est renouvelé le 10 juillet 2019 pour 3 ans. Il est renouvelé le 4 octobre 2022, mais à la suite de la saisie par deux anciens membres de l'association du tribunal administratif de Paris en décembre 2022, il est annulé en décembre 2024.

### Développement d'outils pour faciliter et encourager le contrôle par les citoyens
Anticor rédige des fiches mises à disposition des citoyens pour leur permettre de mieux exercer leur contrôle. Elles concernent en particulier :
- Le contrôle des opérations immobilières ;
- Les précautions à prendre pour se protéger des risques encourus lorsqu'on dépose une plainte ;
- Le dépôt d'un recours au tribunal administratif ;
- La marche à suivre pour utiliser le référé ;
- Le contrôle des indemnités des élus locaux ;
- Le contrôle de la bonne utilisation des véhicules de fonction ou de service par une collectivité territoriale ;
- Le contrôle des marchés publics d'une commune ;
- L'action en justice à la place d'une commune ;
- Les précautions à prendre pour ne pas être accusé de diffamation sur internet ;
- La méthode pour évaluer le coût d'annulation des emprunts toxiques de sa commune ;
- La saisine de la commission d'accès aux documents administratifs (CADA) ;
- La saisine de la Haute Autorité pour la transparence de la vie publique (HATVP) pour le contrôle des déclarations d'intérêt et de patrimoine.

Les citoyens peuvent ainsi agir en complément de l'association.

### Actions en collaboration avec d'autres mouvements
Anticor fait partie de deux collectifs : la plateforme Paradis fiscaux et judiciaires (PFJ)[source insuffisante] et le réseau citoyen Encadrement et Transparence des Activités de Lobbying (ETAL)[source insuffisante].
Au sein d'ETAL, elle lance en octobre 2008 avec 17 autres organisations de la société civile lors d'une conférence de presse à l'Assemblée nationale « l'appel citoyen pour un encadrement et une transparence des activités de lobbying en direction des instances de décision publiques »[source insuffisante]. Cet appel demande la transparence de l’activité de lobbying au parlement avec les quatre règles suivantes :
- Obligation d’inscription de tous les lobbyistes et mise à disposition du public (en ligne) des rapports d’activité, des noms des clients et des personnes approchées, et des dépenses affectées à chaque opération de lobbying ;
- Interdiction d’emploi du personnel de l’Assemblée ou de leurs proches ;
- Obligation de compte-rendu public des réunions avec les parlementaires, de déclaration de toute tentative de pression, de vérification de la compatibilité d’un poste de direction ou de conseil d’entreprise avec un mandat électif (conflits d’intérêt) et interdiction de pantouflage ;
- Suppression des badges permanents des lobbyistes qui permettent un accès privilégié aux parlementaires[94].

Anticor est également membre fondateur de Finance Watch, créé au printemps 2011 « pour un contrôle citoyen de la finance mondiale ».
Enfin, Anticor cofonde le 22 octobre 2018, avec 16 autres organisations, la Maison des lanceurs d'alerte, une entité visant à aider et protéger les lanceurs d’alerte et à faire évoluer le cadre législatif[source insuffisante].

### Activité de lobbying en France
Anticor indique chaque année à la Haute Autorité pour la transparence de la vie publique (HATVP) les activités de lobbying qu'elle exerce en France (jusqu'à présent, montant annuel inférieur à 10 000 €). Ces actions sont :
- Demande en 2018 au ministre de l’Action et des Comptes publics de récupérer le montant de la déduction fiscale indûment accordée à la Société générale dans l'affaire Kerviel ;
- Audition à l'Assemblée nationale devant la mission d’évaluation et de contrôle des politiques publiques sur la lutte contre la délinquance financière ;
- Demande au Premier ministre et à la CNIL contre la promotion du livre de Marlène Schiappa par le cabinet du secrétariat d’État chargé de l’Égalité entre les femmes et les hommes qu'elle dirige ;
- Demande aux présidents des commissions d’enquête parlementaires dans l'affaire Benalla de saisir le parquet pour témoignages mensongers ;
- Audition devant les sénateurs sur le projet de directive européenne sur la protection des lanceurs d'alerte ;
- Demande au Premier ministre de rapporter le décret instaurant l'augmentation de 53 % de la rémunération du président de la commission nationale des comptes de campagne et des financements politiques (CNCCFP), François Logerot ;
- Audition devant les députés en 2017 sur le projet de loi visant à exiger un casier judiciaire vierge (bulletin no 2) pour les candidats aux élections politiques ;
- Audition devant les sénateurs, les députés et le ministre de la Justice sur les projets de loi de régulation de la vie publique (lois pour la confiance dans la vie politique) ;
- Demande au Président de la République que soient révoqués le maire et la première adjointe de Levallois-Perret (Patrick et Isabelle Balkany) pour perte d'autorité morale pour avoir fraudé le fisc ;
- Demande au Président de la République que la promotion de Michel Roussin au grade de commandeur de la Légion d'honneur soit rapportée en raison de sa condamnation dans l'affaire des marchés publics d'Île-de-France à, entre autres, quatre ans d'interdiction du droit de vote et d'éligibilité.

## Historique des actions en justice
L'association mène de nombreuses actions en justice.

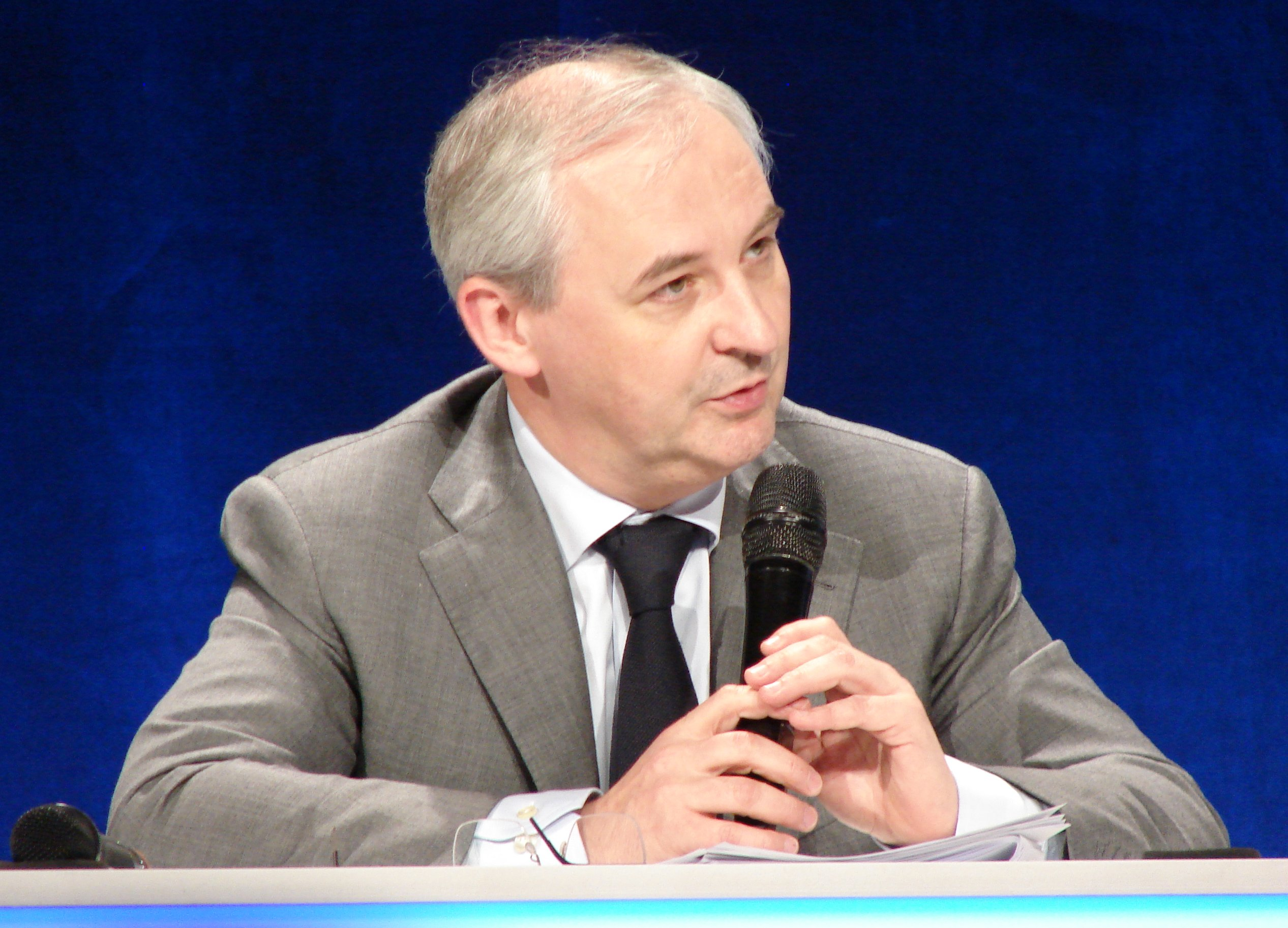
Francois Perol, ex-conseiller de Nicolas Sarkozy.

Le 17 mars 2009, elle porte plainte pour prise illégale d'intérêt contre François Pérol, ex-conseiller de Nicolas Sarkozy, sur les conditions de sa nomination à la tête du nouveau groupe BPCE (Banque populaire−Caisse d’épargne) alors qu'il avait dirigé les négociations sur la fusion de ces deux établissements. Le parquet avait classé une première enquête sans suite, puis s'était opposé à l'ouverture d'une information judiciaire finalement ordonnée par la Cour de cassation le 20 juin 2012. Il est mis en examen le 6 février 2014, relaxé en première instance en 2015 puis relaxé définitivement par la cour d'appel de Paris le 29 juin 2017.
Le 25 novembre 2010, elle dépose un recours devant le tribunal administratif pour faire annuler l'accord passé entre le maire de Paris Bertrand Delanoë, Jacques Chirac et l’UMP, qui offre à la ville un remboursement de 2,2 millions d’euros en échange de son désistement du procès qu'elle avait engagé dans l'affaire des emplois fictifs du RPR pris en charge par la mairie de Paris dont Jacques Chirac était maire. Ce recours est cependant rejeté le 28 juin 2011. Le tribunal correctionnel refuse aussi à l'association de se constituer partie civile alors qu'elle restait seule face à la défense.

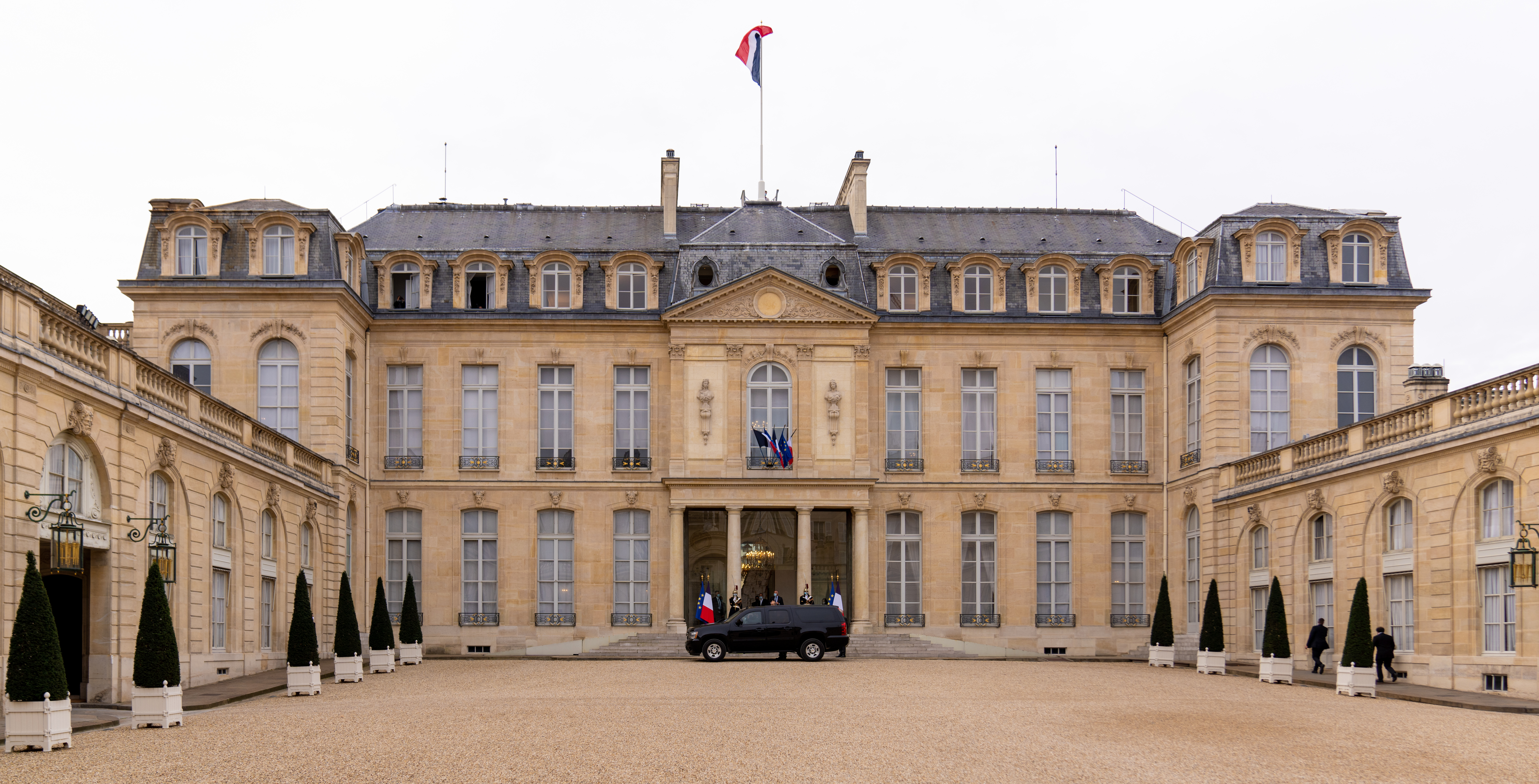
Le palais de l'Élysée, siège de la présidence de la République française.

Le 10 février 2010, elle est à l'origine d'une plainte contre X pour délit de favoritisme puis d'une plainte complémentaire le 9 octobre 2012 pour délit de favoritisme et détournement de fonds dans le cadre de l'affaire des sondages de l'Élysée, qui concernait des centaines de sondages d'opinion commandés sans appel d'offres par l'Élysée à une société dirigée par Patrick Buisson alors conseiller du président Nicolas Sarkozy. La cour de cassation ayant annulé le 11 décembre 2012 le refus de la cour d'appel de Paris de nommer un juge d'instruction, une information judiciaire est ouverte dans cette affaire : Patrick Buisson est mis en examen dans le dossier en juillet 2015. Cependant, il dépose plainte le 11 décembre 2012 contre la ministre de la justice Christiane Taubira pour « prise illégale d'intérêt », celle-ci faisant partie alors du comité de parrainage d'Anticor. La plainte est jugée recevable en janvier 2014. En novembre 2015, l'association est accusée par Patrick Buisson d'avoir géré ce dossier en concertation avec le cabinet de Christiane Taubira et avance que la juge d'instruction Sabine Kheris n'a accompli aucun acte d'instruction en près de deux ans,. Après l'audition de plusieurs membres de l'association, Christiane Taubira est finalement entendue le 5 octobre 2016 par la juge d'instruction sous le régime de témoin assisté. Le 28 août 2019, 6 personnes dont Patrick Buisson, Claude Guéant, Emmanuelle Mignon et Pierre Giacometti sont renvoyés en correctionnelle.
Le 11 janvier 2011, la constitution de partie civile déposée par Anticor dans le cadre du volet financier de l'attentat de Karachi est validée.
Le 9 mars 2012, l'association est à l'origine d'une plainte contre X dans l'affaire des dépenses de communication du gouvernement de François Fillon en 2011. Une enquête préliminaire est ouverte le 11 octobre 2012 puis Anticor se porte partie civile le 20 novembre 2013 et une information judiciaire est ouverte le 29 juillet 2014.

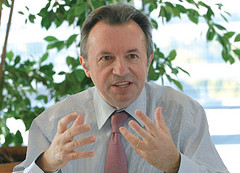
Jean-Noël Guérini.

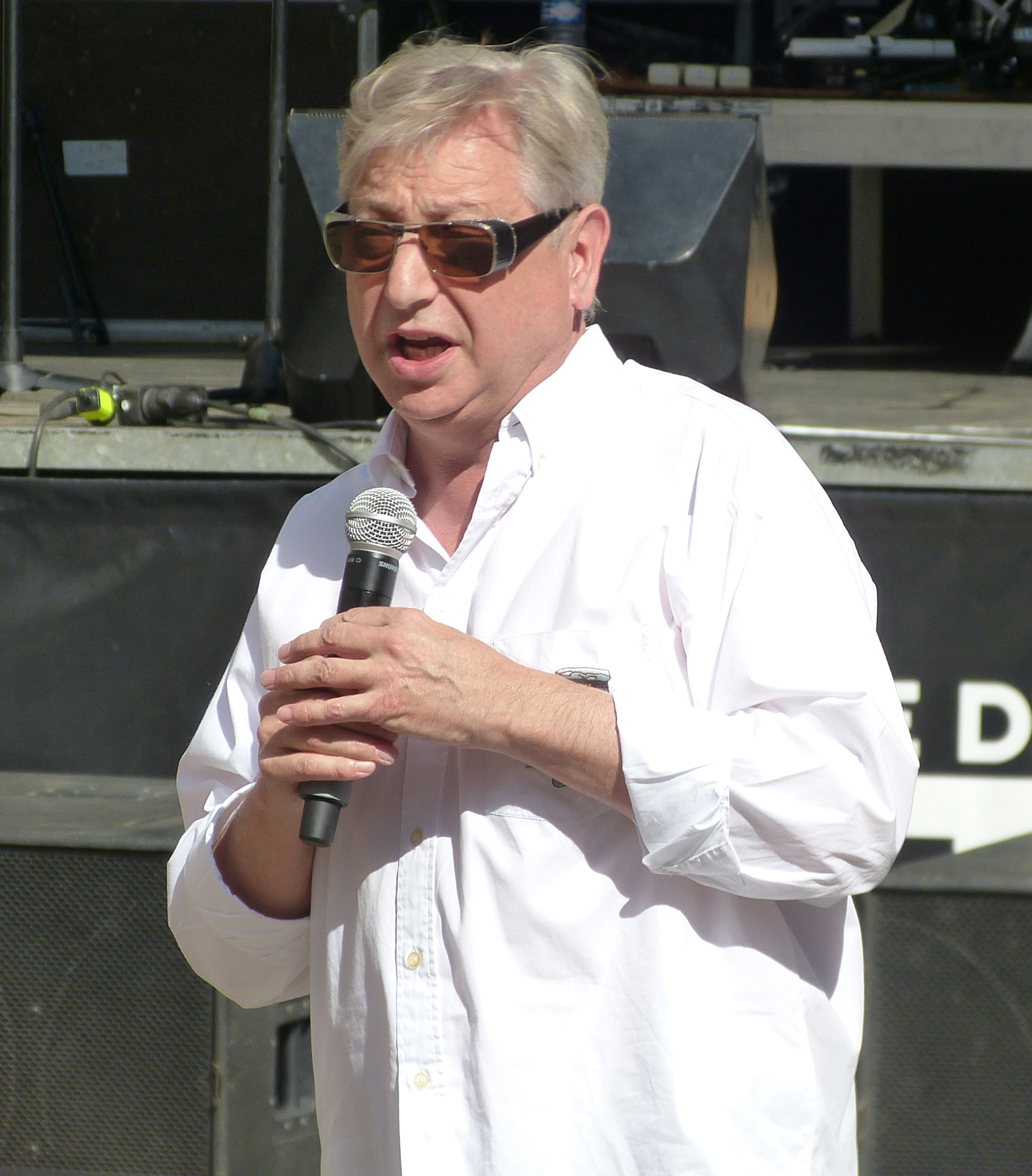
François Grosdidier.

En décembre 2012, Anticor se constitue partie civile dans l'affaire Guérini, du nom du sénateur du PS Jean-Noël Guérini et à la suite de la levée de son immunité parlementaire alors qu'il est aussi président du conseil général des Bouches-du-Rhône. Il est soupçonné de corruption passive, trafic d'influence et association de malfaiteurs dans un dossier où des entreprises ont remporté des marchés publics dans des conditions douteuses auprès des conseils généraux des Bouches-du-Rhône et de Haute-Corse ou de l'agglomération de Salon-de-Provence et qui fait apparaître des liens avec le grand banditisme. Sont en particulier impliqués Patrick Boudemaghe, dirigeant des sociétés incriminées, Bernard Barresi, un malfaiteur notoire, et Alexandre Guérini, frère du sénateur et dirigeant de décharges.
Le 22 août 2013, la porte-parole d'Anticor, Séverine Tessier, doit se défendre de l'accusation de diffamation portée par le député-maire et président de la région Paca, Christian Estrosi (LR), qui lui reproche d’avoir publiquement exprimé ses inquiétudes sur la gestion des emprunts toxiques par la ville de Nice et sur le financement au travers d'un partenariat public-privé de l’Allianz Riviera, le grand stade de Nice (alors que le parquet national financier a lui-même ouvert une enquête préliminaire à la suite d'un signalement de la chambre régionale des comptes). Elle est relaxée par le tribunal correctionnel de Nice le 25 janvier 2016.

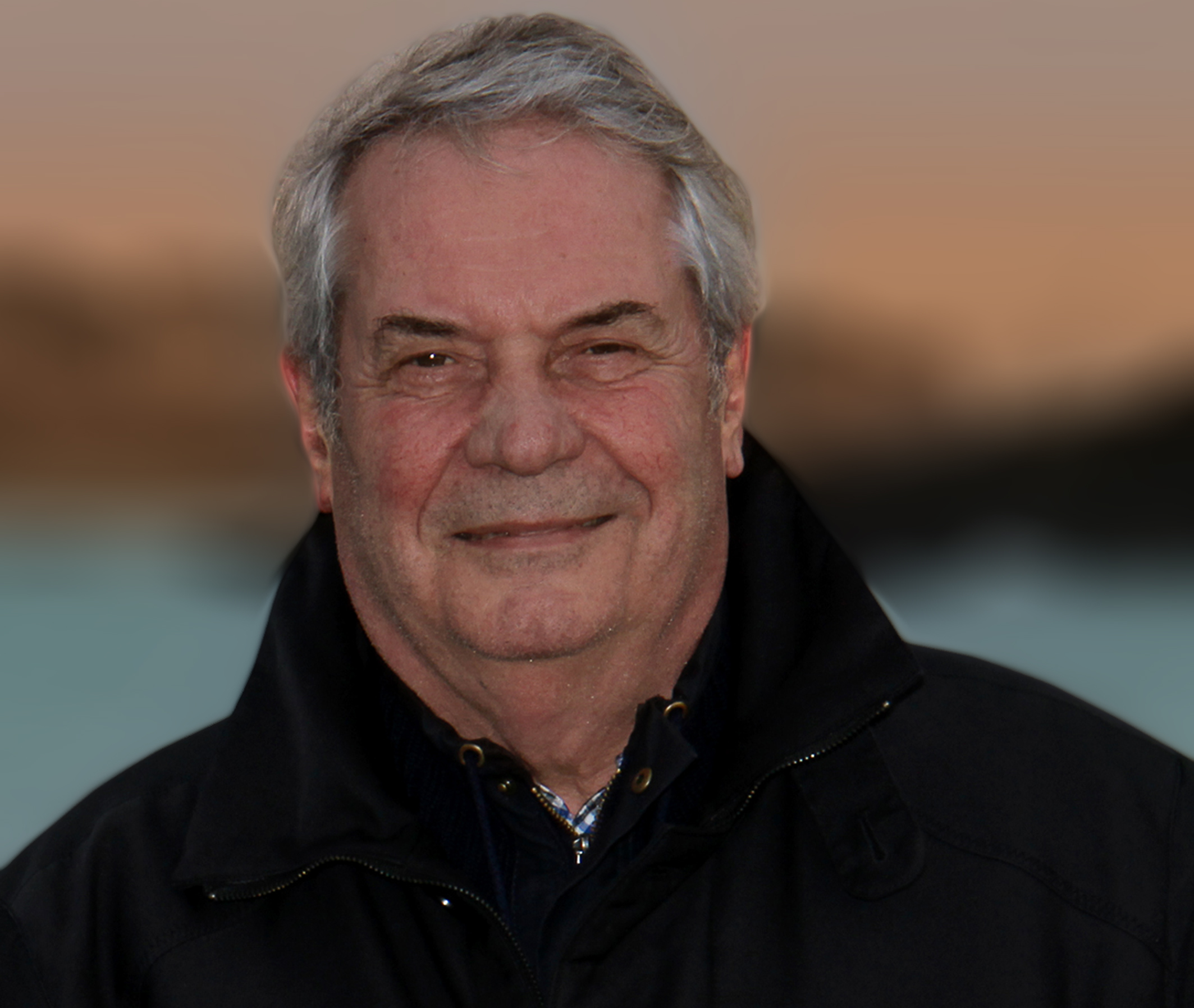
Gérard Vignoble

Le 12 octobre 2013, l'association se porte partie civile dans le procès du maire de Wasquehal, Gérard Vignoble (UDI), et de sa compagne Myriam Dewulf pour détournement de fonds publics à la suite des faits dénoncés par la chambre régionale des comptes. Il est condamné le 28 novembre à 18 mois de prison avec sursis, 30 000 € d’amende et 3 ans d’inéligibilité et sa compagne à 8 mois de prison avec sursis et 5 000 € d’amende puis sa peine est réduite en appel le 17 novembre 2016 à 6 mois de prison avec sursis et 5 000 € d'amende.
Le 20 mars 2015, Anticor dépose une plainte contre X avec constitution de partie civile dans l'affaire des gîtes ruraux de Haute-Corse, à savoir le détournement de 494 374 € de subventions du conseil départemental, destinées initialement à la création ou la rénovation de gîtes et détournées à des fins privées pour financer les travaux de certains collaborateurs, d’élus ou de proches de Paul Giacobbi, président PRG du conseil exécutif de Corse. Celui-ci, mis en examen le 21 juillet, est condamné en 2017 avec 23 autres prévenus mais sa peine est réduite en appel le 9 mai 2018 à cinq ans de prison avec sursis, 25 000 € d'amende et cinq ans d'inéligibilité, et confirmée par la Cour de cassation le 17 avril 2019. Les 4 autres condamnés en appel sont : Jean-Hyacinthe Vinciguerra, maire de Perelli et agent du conseil général, et Pierre-Marie Mancini, maire de Costa et ex-élu départemental (dix-huit mois de prison avec sursis et cinq ans d’inéligibilité) ; Thierry Gamba-Martini, ex-directeur général des services du conseil général (huit mois de prison avec sursis) ; Marie-Laure Le Mée, cadre administratif (six mois de prison avec sursis).

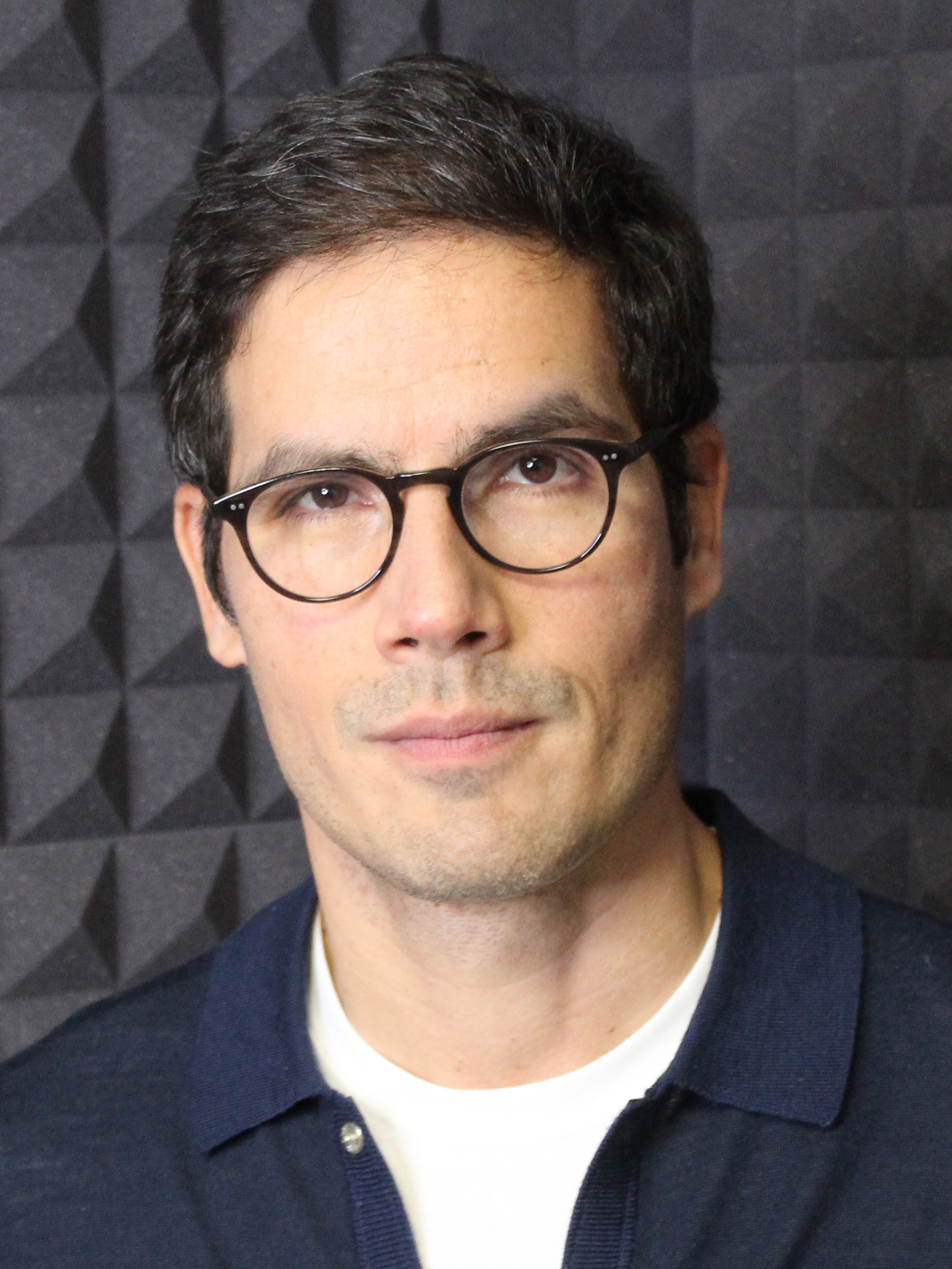
Mathieu Gallet.

Le 26 mai 2015, à la suite de la révélation par un lanceur d'alerte des frais de taxis abusifs d'Agnès Saal, présidente de l'Institut national de l'audiovisuel, et des conditions (révélées par l'hebdomadaire Le Canard enchaîné début mai 2015) dans lesquelles Mathieu Gallet, son prédécesseur, avait passé certains marchés, Anticor porte plainte contre X pour respectivement « détournement de fonds publics » et « favoritisme ». Mathieu Gallet est condamné le 15 janvier à un an de prison avec sursis et à 20 000 € d’amende pour favoritisme lorsqu’il était à la tête de l’institut entre 2010 et 2014. Il ne démissionne pas et fait appel du jugement. Le 31 janvier 2018, le Conseil supérieur de l'audiovisuel — devenu l'Autorité de régulation de la communication audiovisuelle et numérique (Arcom) début 2022 après sa fusion avec la Haute Autorité pour la diffusion des œuvres et la protection des droits sur internet (Hadopi) — décide de lui retirer son mandat de président de Radio France, à la suite de déclarations de plusieurs personnages politiques, notamment la ministre de la Culture et de la Communication, Françoise Nyssen, qui avait suggéré à M. Gallet de « tirer les conséquences » du jugement.

Groupe UMP du Sénat.

Le 10 juillet 2015, à la suite des révélations de Mediapart, Anticor dépose deux plaintes contre X pour détournement de fonds publics au sujet du fonctionnement du groupe UMP au Sénat. La première plainte porte sur la pratique dite des « étrennes » : le groupe UMP a versé à chaque sénateur, chaque année de 2003 à 2014, la somme de 8 000 € (15 millions d’euros au total), somme prélevée sur l'indemnité représentative de frais de mandat qui sert normalement à couvrir les frais liés à l’exercice de la fonction parlementaire, en particulier la rémunération des collaborateurs des sénateurs. La seconde plainte porte sur le versement du groupe UMP à Henri de Raincourt de la somme de 4 000 €, chaque mois de avril 2008 à mars 2011 (140 000 €). Cette rémunération indue, qu’il percevait quand il était président du groupe UMP, a ainsi perduré lorsqu’il est devenu ministre.
Le 18 octobre 2015, Anticor se constitue partie civile dans l'affaire Bygmalion, affaire dans laquelle Nicolas Sarkozy est mis en examen pour financement illégal de campagne électorale (étant accusé d'avoir dépassé le plafond légal de dépenses lors de l'élection présidentielle de 2012 par un système de fausses facturations entre l’UMP et la société Bygmalion permettant de faire financer des dépenses par l’UMP et non comptées dans les dépenses de campagne) et renvoyé devant le tribunal correctionnel. Cependant le 31 janvier 2018 la Cour de cassation déclare irrecevable cette constitution de partie civile et par extension de toutes les affaires qui sortent du strict cadre prévu par les articles 2 et 2-23 du code de procédure pénale (limité à la corruption et non aux conflits d’intérêts, abus de biens sociaux, trafic d'influence, détournement de fonds publics, prise illégale d'intérêts et plus généralement toutes infractions à la probité publique auxquelles s'intéresse aussi Anticor).
Le 22 octobre 2015, Anticor se constitue partie civile dans l’affaire de la réserve parlementaire de François Grosdidier, sénateur-maire de Woippy, qui avait versé 160 000 € au total en 2009 et 2011 prélevés sur sa réserve parlementaire à une association qu'il présidait et qui était domiciliée à son bureau du Sénat. La Cour de cassation annule le 27 juin 2018 l’arrêt précédent de la cour d'appel de Metz qui avait confirmé le non-lieu prononcé par le juge d’instruction et le renvoie devant la Cour d’appel de Nancy pour prise illégale d’intérêts et détournement de fonds publics. Le 7 février 2019, elle ordonne sa mise en examen pour prise illégale d'intérêts et détournement de fonds publics.

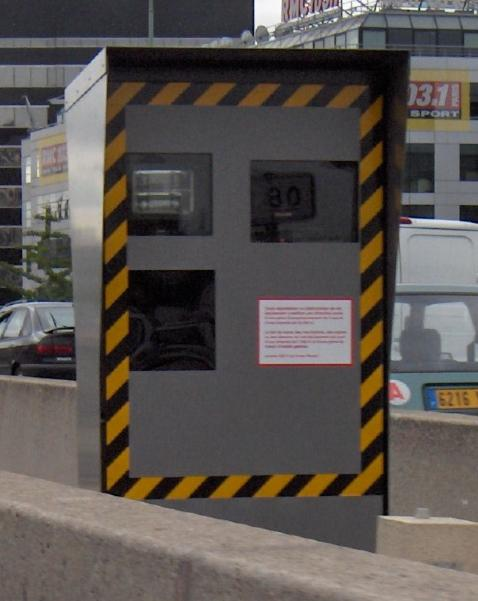
Radar automatique.

Alstom.

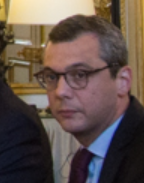
Alexis Kohler.

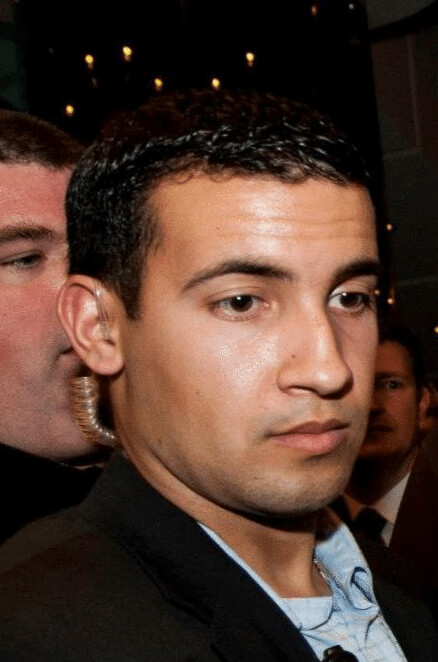
Alexandre Benalla.

Le 24 novembre 2015, Anticor dépose plainte contre X pour délit de favoritisme et prise illégale d'intérêts dans le cadre de l’attribution des marchés publics pour le contrôle automatisé des infractions routières (radars automatiques), à la suite d'un rapport de l’Inspection générale de l’administration sur les relations entre l’Agence nationale de traitement automatisé des infractions (ANTAI) et les sociétés du groupe Atos. Les procédures de mise en concurrence pour attribuer ces marchés (montant cumulé d’un milliard d’euros entre 2003 et 2011) n’ont pas été respectées et des dirigeants (Thierry Breton, Gilles Grapinet et Francis Mer) des sociétés concernées étaient aussi donneurs d'ordre,. Le parquet national financier (PNF) ouvre le 29 mars 2016 une enquête sur les conditions d'attribution de plusieurs de ces marchés publics. Anticor dépose le 22 janvier 2018 une nouvelle plainte contre X pour délit de favoritisme dans le cadre de l’attribution des marchés publics des radars embarqués (voitures-radar) puis une nouvelle plainte le 27 septembre 2019 avec constitution de partie civile.
Le 21 janvier 2016, Anticor se constitue partie civile dans le dossier des affaires cannoises qui portent sur des faits de corruption à la mairie de Cannes entre 2001 et 2014, notamment de financement illégal de campagne électorale et de parti par l'intermédiaire de trois associations créées par des proches du maire UMP Bernard Brochand supposées promouvoir l’identité cannoise mais qui en réalité finançaient des dépenses politiques ; de favoritisme et trafic d’influence, la ville ayant attribué le 24 juin 2013 à la société Bâoli la concession pour trente ans d’un restaurant-discothèque par une mise en concurrence inéquitable en échange d'une commission versée à une des trois associations ; de détournement de fonds publics envers l’architecte Jean-Michel Wilmotte et la femme d’affaires Anny Courtade. Le bureau de l’Assemblée nationale refuse cependant le 16 avril 2014 de lever l’immunité parlementaire de Bernard Brochand,,,.
En mai 2016, Anticor se constitue partie civile dans l’instruction visant Daniel Rolland (maire de Curbans de 1984 à 2014) pour prise illégale d’intérêts, soupçonné de s’être enrichi en faisant modifier le PLU pour rendre constructible ses propres terrains. En décembre 2018, il bénéficie d'un non-lieu mais, à la suite de l'appel d'Anticor, il est renvoyé en correctionnelle le 21 mai 2019.
Le 24 mai 2016, Anticor dépose plainte pour trafic d’influence, prise illégale d’intérêts et détournement de fonds publics dans l'affaire du port Camille Rayon de Golfe-Juan, qui est au cœur d’une enquête du Parquet national financier qui porte sur la faillite du groupe Rodriguez, ancien leader mondial du yachting de luxe et dont le patron Alexandre Rodriguez est un proche du milieu corso-marseillais. La justice suspecte le port d’avoir servi pendant des années de couverture et de moyen de blanchiment au grand banditisme.
Le 26 mai 2016, Anticor se constitue partie civile dans l’affaire du stade de Nice Allianz Riviera qui porte sur des faits de délit de favoritisme et prise illégale d’intérêts à la suite de l'enquête ouverte par le Parquet national financier sur le partenariat public-privé constitué pour construire ce stade.
Le 19 décembre 2016, à la suite de révélations de Mediapart, Anticor dépose plainte contre X pour abus de biens sociaux et de pouvoirs, abus de confiance, corruption et recel dans l'affaire Veolia Eau France, deux dirigeants étant devenus actionnaires d’une société luxembourgeoise après lui avoir confié le contrat du traitement des paiements des factures d’eau du groupe et comptant la revendre par la suite avec une forte plus value.

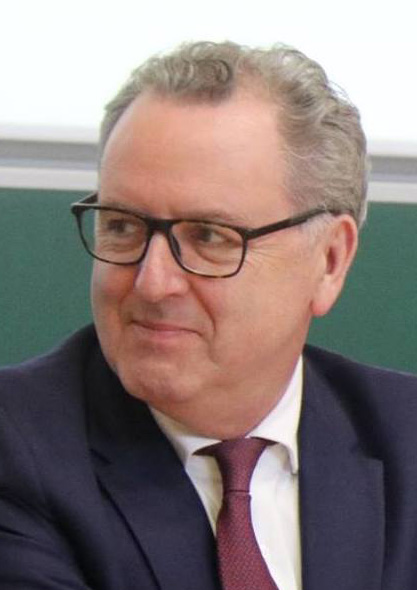
Richard Ferrand.

Le Canard enchaîné ayant révélé que le ministre de la Cohésion des territoires, Richard Ferrand (LREM), avait utilisé ses fonctions précédentes de directeur général des Mutuelles de Bretagne pour permettre à sa compagne de réaliser une opération immobilière lucrative aux dépens de la mutuelle et le procureur de la République de Brest ayant annoncé qu'aucune enquête préliminaire ne serait ouverte dans cette affaire, Anticor décide le 31 mai 2017 de porter plainte contre X pour abus de confiance, plainte finalement classée sans suite en octobre. Anticor dépose une nouvelle plainte en novembre 2017 et le Parquet national financier ouvre une information judiciaire le 12 janvier 2018 pour prise illégale d’intérêts, recel et complicité. Le 12 septembre 2019, désormais député de Carhaix et président de l’Assemblée nationale, Richard Ferrand est mis en examen.
Le 30 janvier 2018, Anticor dépose plainte contre X pour détournement de biens publics par négligence, l’État ayant refusé de profiter d’un accord avantageux (qu’il avait signé en 2014 avec Alstom et General Electric) en s'abstenant de lever l’option d’achat dont il disposait sur 20 % des actions Alstom détenues par Bouygues et donc aux dividendes exceptionnels versés aux actionnaires (350 000 000 €) ainsi qu'à l’importante plus-value latente après la fusion programmée entre Alstom et Siemens (cette première plainte est classée sans suite). Par ailleurs, à la suite du plaider coupable d'Alstom aux États-Unis (et à la forte amende associée) par son président directeur général Patrick Kron, qui a reconnu des faits de corruption dans plusieurs pays pendant de longues années (des enveloppes étaient distribuées à des officiels en Indonésie, en Égypte, en Arabie Saoudite, aux Bahamas, à Taïwan ou à Bali pour remporter des contrats), et en l'absence de condamnation de personnes physiques dans cette affaire, Anticor dépose une seconde plainte le 12 juillet 2019 pour corruption.
Le 12 avril 2018, Anticor dépose plainte contre Sébastien Bourlin, maire de Pourrières et conseiller départemental d’une part et associé de la SARL Transport Bourlin d’autre part, pour prise illégale d’intérêts dans l’affaire Balikian-Petrucci. Il a en effet signé pour sa société le marché public des transports scolaires attribué par le conseil départemental, marché dont il assurait la surveillance et le contrôle en tant que maire. Le 24 mars 2014, un accident cause la mort de deux adolescentes, Héléna Balikian-Petrucci et Julia Brun, passagères d’une navette scolaire. L’enquête montre que sa société n’utilisait pas le modèle de bus prévu dans le cahier des charges, que l’itinéraire emprunté était moins sécurisé que celui validé par le département et que le conducteur n’avait pas suivi la formation requise. Il est mis en examen le 13 octobre.
Le 25 avril 2018, Anticor se constitue partie civile dans l'affaire France Pierre, dirigée par Antonio De Sousa (mis en examen pour corruption active, abus de biens sociaux et trafic d'influence) et qui concerne des ventes de terrains et des projets immobiliers dans l'Essonne et la Seine-et-Marne, certaines opérations semblant être réalisées de manière illégale et des élus étant mis en cause,.
Le 1er juin 2018, Anticor dépose plainte contre le secrétaire général de l'Élysée, Alexis Kohler, pour prise illégale d’intérêts et trafic d’influence et lui reproche d’avoir profité des fonctions qu’il a occupées successivement au sommet de l'État pour favoriser les intérêts de la société suisse appartenant à sa famille, Mediterranean Shipping Company (MSC), deuxième armateur mondial et principal client des Chantiers de l'Atlantique. Ainsi en 2010, il est nommé représentant de l'État au conseil d'administration des Chantiers de l’Atlantique, puis directeur de cabinet du Ministre des Finances, puis secrétaire général de la Présidence de la République. Entre-temps à l'inverse, entre octobre 2016 et mars 2017, il est directeur financier de MSC et la représente dans le dossier du rachat des chantiers de l’Atlantique. Une deuxième plainte est ouverte le 8 août 2018 où Alexis Kolher est accusé d’avoir caché ses liens familiaux avec l’armateur MSC tout en votant en faveur de contrats entre MSC et le port du Havre quand il siégeait de 2010 à 2012 au conseil de surveillance du port en tant que représentant de l'État,. Enfin une troisième plainte est déposée le 18 mars 2019 pour faux et usage de faux et omission substantielle de ses intérêts, Alexia Kolher étant accusé d’avoir dissimulé dans ses déclarations sur l'honneur ses liens familiaux avec MSC et le fait d'avoir été impliqué, comme fonctionnaire, dans des décisions concernant MSC. La première plainte est classée sans suite le 21 août 2019 mais Anticor dépose une nouvelle plainte avec constitution de partie civile le 4 décembre 2019.
En juin 2018, Anticor dépose plainte contre X pour détournement de fonds publics, abus de confiance et abus de biens sociaux au sujet des comptes de campagne d'Emmanuel Macron, Benoît Hamon, Jean-Luc Mélenchon et Marine Le Pen lors de l'élection présidentielle de 2017.
Le 3 octobre 2018, Anticor dépose plainte pour prise illégale d'intérêt contre six médecins experts de la Haute Autorité de santé (HAS) dont le professeur Bruno Vergès (chef de service au CHU de Dijon) et le docteur Jean-Michel Lecerf (chef de service à l’Institut Pasteur de Lille), chargés d’évaluer les cas dans lesquels un traitement spécifique des dyslipidémies est indiqué, d’avoir des liens d’intérêts avec des laboratoires pharmaceutiques qui commercialisent ce traitement. La recommandation qu'ils avaient émise est finalement abrogée par l'HAS le 22 novembre 2018. Néanmoins le parquet n’ayant pas donné suite, l’association dépose une nouvelle plainte, avec constitution de partie civile le 29 avril 2019.
Le 4 décembre 2018, dans le cadre de la fraude aux subventions européennes agricoles (PAC) en Corse, Anticor dépose plainte, certains éleveurs demandant une aide pour des terres alors qu'ils ne les exploite pas ou même qu'ils n'ont pas l’accord des propriétaires.
Le 13 février 2019, Anticor se constitue partie civile sur toutes les infractions poursuivies par la commune de Centuri et par le maire de Centuri, David Brugioni, contre son prédécesseur, Joseph Micheli, pour faux en écriture publique, favoritisme, prise illégale d’intérêt, détournement de fonds publics et corruption.
Le 3 juin 2019, Anticor dépose plainte pour corruption, blanchiment et entrave à la justice dans le cadre du volet russe de l'affaire Benalla à la suite des révélations de Mediapart le 31 janvier 2019 selon qui Alexandre Benalla avait passé des contrats de protection avec des sociétés russes par l'intermédiaire de trois sociétés écrans (nommées Mars, Velours et France Close Protection) alors qu'il était en poste à l'Élysée, titulaire de trois passeports diplomatiques et habilité secret défense. Un contrat est notamment passé avec Iskandar Makhmudov, soupçonné d'appartenir à un groupe mafieux russe, ces contrats n'étant sans doute que des prétextes pour obtenir des informations du sommet de l'État. Le contrat prévoyait notamment la protection des biens immobiliers de l'oligarque et de sa famille en France et à Monaco.
Le 22 octobre 2019, Anticor porte plainte contre Jean-Luc Boch, maire de La Plagne Tarentaise, ainsi que contre des entrepreneurs du BTP pour prise illégale d'intérêts, corruption et détournement de fonds publics dans l'opération immobilière Lodges 1970, la société de BTP du Maire ayant été chargée d'une partie des travaux de cette opération alors que le maire a participé aux délibérations municipales sur ce projet.
Le 18 décembre 2019, Anticor dépose plainte contre l'ancienne ministre des Armées du premier gouvernement Édouard Philippe Sylvie Goulard pour corruption, trafic d'influence et abus de confiance concernant les prestations qu'elle prétend avoir réalisées pour le groupe de réflexion américain Institut Berggruen, alors qu'elle était députée européenne, pour une rémunération de l'ordre de 300 000 €.
Le 18 mai 2020, Anticor se constitue partie civile dans l'information judiciaire ouverte pour concussion sur le volet fiscal de la crise financière de janvier 2008 à la Société générale, aussi appelé « affaire Kerviel ». L'octroi contesté du crédit d'impôt de 2,2 milliards d’euros à la Société générale est au cœur de ce pan du dossier.

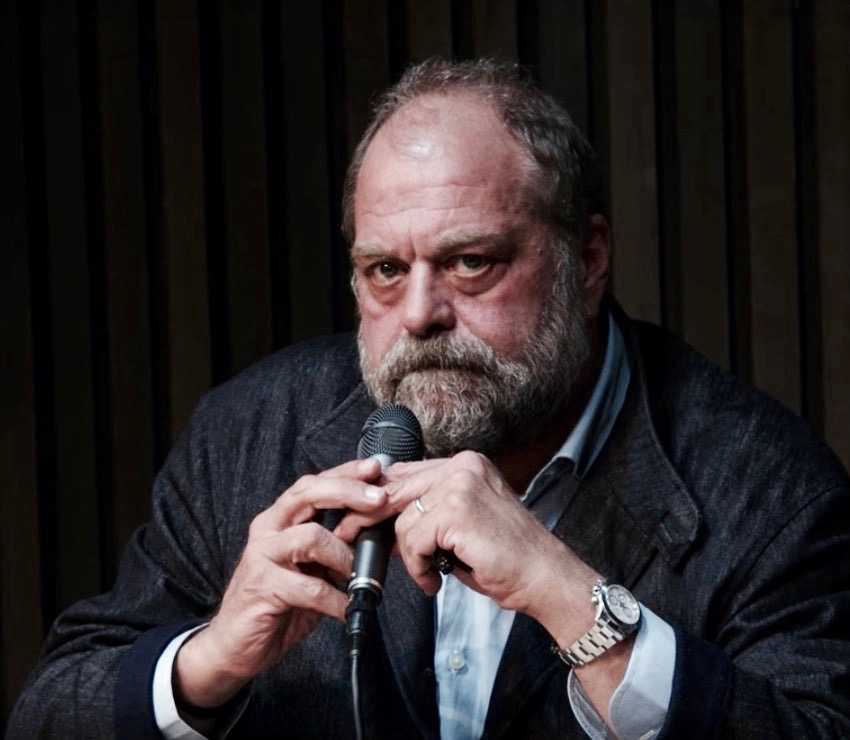
Éric Dupond-Moretti.

À l'automne 2020, Anticor porte plainte contre Éric Dupond-Moretti, qu'elle accuse de « prise illégale d'intérêts » pour avoir comme ministre de la Justice ordonné des enquêtes administratives visant des magistrats contre lesquels il avait été en conflit lorsqu'il était avocat. Il est mis en examen en juillet 2021 mais est finalement relaxé par la Cour de justice de la République (CJR) à l'issue de son procès en novembre 2023.
Anticor dépose plainte le 23 mars 2021 devant le parquet de Nanterre contre Patrick Ollier pour « détournement de fonds publics » à la suite de plusieurs opérations immobilières de proches du président Les Républicains de la métropole du Grand Paris et maire de Rueil-Malmaison.
Le 20 juin 2023, Anticor dépose plainte auprès du Parquet national financier (PNF) avec, dans le viseur, des doutes et interrogations autour de l’existence d’un favoritisme dans les prolongations de concessions accordées dans le cadre du plan de relance autoroutier.

## Organisation
Anticor, qui regroupe initialement uniquement des élus, fusionne début 2009 avec les Amis d’Anticor, association de non élus ayant des convictions semblables.
Le conseil d'administration d'Anticor « est investi de manière générale des pouvoirs les plus étendus dans la limite des buts de l’association et dans le cadre des résolutions adoptées par les assemblées générales ». En 2020, des tensions internes conduisent un tiers des administrateurs de l’association à démissionner en dénonçant ce qu'ils estiment être une « politisation de l’organisation ».
Anticor est également constitué d'un comité éthique qui « donne un avis au conseil d’administration sur les problèmes éthiques et sur d’éventuels manquements reprochés à un adhérent ».

### Membres du bureau
| Depuis le       | Président              | Vice-Président    | Secrétaire général  | Secrétaire adjoint | Trésorier         | Coordinateurs GL                   | Chargé événementiel |
| --------------- | ---------------------- | ----------------- | ------------------- | ------------------ | ----------------- | ---------------------------------- | ------------------- |
| 26 avril 2025   | Emma Taillefer         | Élise Van Beneden | Guillaume Delalieux |                    | Jean Sotes        | Florence Renggle et Didier Melmoux |                     |
| 27 avril 2024   | Paul Cassia            | Emma Taillefer    | Kahina Saadi        |                    | Jean Sotes        | Danielle Pellier et Kaddour Qassid |                     |
| 6 novembre 2020 | Élise Van Beneden      | Éric Alt          | Édith Talarczyk     |                    | Maryse Kurnik     | Didier Melmoux et Pauline Matveeff | Laurent Dublet      |
| 15 juin 2020    | Élise Van Beneden      | Éric Alt          | Édith Talarczyk     |                    | Maryse Kurnik     | Didier Melmoux et Pauline Matveeff | Christophe Grébert  |
| 28 mars 2020    | Élise Van Beneden      | Éric Alt          | Édith Talarczyk     | Laurent Dublet     | Graziella Stefana | Didier Melmoux                     | Christophe Grébert  |
| 11 avril 2015,. | Jean-Christophe Picard | Éric Alt          | Grégoire Turlotte   | Nathalie Tortrat   | Christophe Hebert |                                    |                     |
| 7 juin 2014     | Séverine Tessier       | Éric Alt          | Nathalie Tortrat    |                    | Harold Heuzé      |                                    |                     |

### Groupes locaux
L'association s'appuie sur son réseau de groupes d'adhérents chargés de veiller localement sur la vie publique et d'alerter sur les éventuels dysfonctionnements observés.

### Anticor Belgique
Par ailleurs, Anticor Belgique (Anticor.be), association de droit belge indépendante, est fondée le 22 juin 2015 à Bruxelles. Elle a notamment créé la plateforme internet collaborative transparencia.be qui permet aux citoyens belges de formaliser publiquement les demandes de documents ou d'informations qu’ils adressent aux administrations, celles-ci ayant à les fournir aux citoyens dans le cadre de leur obligation légale de transparence. Christophe Van Gheluwe, l'initiateur de cet outil au sein de l'association, a également lancé le baromètre du cumul des mandats avec le site Cumuleo.

## Financement
Selon l'article 18-1 des statuts d'Anticor, les ressources de l'association sont toutes celles autorisées par la loi, notamment :
- les cotisations des membres ;
- les dons et legs de particuliers ;
- les fonds provenant d’organismes publics ;
- les fonds des institutions européennes alloués à des projets ;
- les dommages-intérêts à l’issue d’un procès.

Contrairement à d'autres associations de lutte contre la corruption, comme Transparency International, l’association n’accepte pas de subvention générale de fonctionnement. Ses comptes annuels sont publiés sur son site internet.

### Controverse relative à un donateur
Début 2021, des révélations font état de l'existence d'un « mystérieux donateur » qui assurerait une partie significative du budget de fonctionnement de l'association via un montage complexe, passant notamment par le Luxembourg. Les premiers versements de ce donateur débutent en 2017, avec un premier versement de 5 000 €, suivi à l'automne 2018 par un versement, plus important, de 20 000 €. Ce dernier versement, pour l'exercice en question, équivaut à 7 % du budget annuel de l'association, qui s'élevait, cette année-là, à 298 000 €. Dans son édition du 8 mars, Le Journal du dimanche révèle que les activités entrepreneuriales et financières du donateur mystérieux, un homme d'affaires du nom d'Hervé Vinciguerra, de l'association de lutte contre la corruption, sont, en principe, contraires au positionnement et à l'éthique de l'association, tant en matière de transparence, de corruption et de lutte contre les paradis fiscaux.
Le 26 mars, l'homme d'affaires, Hervé Vinciguerra, s'exprime pour la première fois, de manière publique, dans les colonnes de L'Obs, au sujet de la controverse suscitée par sa série de dons à Anticor, ainsi qu'au média d'investigations Blast, créé par Denis Robert. Dénonçant des « fantasmes délirants », Hervé Vinciguerra, qui a fait fortune en revendant pour 300 000 000 € une société spécialisée dans l'édition de logiciels destinés à l'analyse de risques, fondée en 1985, et dont les actifs sont aujourd'hui, pour l'essentiel, placés dans des holdings situés à Singapour et au Luxembourg, motive ses dons à Anticor par une volonté de participer à la lutte contre la corruption. Rejetant les accusations selon lesquelles le Luxembourg serait un paradis fiscal et prenant acte de la controverse suscitée par ses versements répétés à Anticor, l'homme d'affaires affirme que dorénavant ses « versements sont terminés » et fait, également, part de ses réflexions quant à la création d'une structure destinée à la lutte contre la corruption[réf. nécessaire].

## Critiques
En 2012, Alain Cohen-Dumouchel (de l'association Gauche libérale) dit d'Anticor qu'elle est un « sous-marin à peine immergé, de la gauche socialiste et écologiste », refusant par exemple l'adhésion à l'association et la signature de sa charte aux candidats du Front national.
Pour Patrick Buisson qui fut l'objet d'une plainte de l'association, celle-ci est une « officine de gauche » dont les actions se portent dans leur grande majorité contre des élus de droite. Il sera finalement condamné à la suite de cette plainte pour détournement de fonds publics et abus de biens sociaux.
Le vice-président d'Anticor Éric Alt étant à la fois partie civile et magistrat au Tribunal de grande instance de Paris, le dépaysement d'affaires a pu être demandé et accordé par la Cour de cassation pour éviter tout conflit d'intérêts. Éric Alt a par ailleurs été candidat aux élections européennes sous l'étiquette du parti d'opposition Nouvelle Donne, ce qui a été interprété comme une entorse à la mission d'Anticor de respecter des exigences démocratiques non partisanes.
Sur les réseaux sociaux, la crédibilité et l'honnêteté d'Anticor sont parfois mises en cause sous prétexte que l'association ne dépose pas plainte systématiquement et immédiatement après chaque scandale révélé par les médias. Ce à quoi l'association répond en rappelant simplement qu'elle privilégie les actions ayant le plus d'envergure car elle est contrainte par des ressources, notamment financières, très limitées. Elle explique aussi son délai d'action en précisant le travail réalisé : elle analyse tout d'abord les faits pour savoir s'ils sont prohibés, vérifie qu'ils ne sont pas encore prescrits et qu'ils entrent bien dans le cadre de son agrément puis évalue la solidité du dossier et les chances de réussite d'un procès avant que le conseil d'administration décide ou non de porter plainte et que la plainte soit enfin rédigée puis déposée en justice.
Le conseil d'administration d'Anticor a vu un tiers de ses membres démissionner en 2020 pour contester ce qu'ils estiment être une « politisation de l'association », ceux-ci souhaitaient modifier les statuts de l'association pour y faire figurer l'interdiction à tout cadre de briguer un mandat électif ou d'avoir un poste à responsabilité dans un parti politique,, selon eux l'association ciblerait dans certaines plaintes des municipalités où des responsables locaux de l'association envisageraient de se présenter. Son président, Jean-Christophe Picard, a démissionné pour participer aux élections municipales niçoises. L'avocate Elise Van Beneden lui succède, elle est par ailleurs actionnaire et administratrice bénévole de la société Blast, fondée par Denis Robert.
En janvier 2021, Françoise Verchère, ancienne référente locale de l'association, et 8 autres membres assignent en justice l'association pour contester la révocation du précédent conseil d'administration.
L'association fait également face à des dérives de certains référents locaux qui instrumentalisent l’association à des fins personnelles : en 2024, Jean Galli-Douani, ex-référent dans le Var est mis en examen pour corruption en raison de ses relations d’affaires avec la mairie de Cogolin. Et en octobre 2024, l'ex-référent en Eure-et-Loir, Jocelyn Corron, ayant cherché à obtenir des avantages matériels, est reconnu coupable de chantage à l’encontre du directeur de cabinet du maire de Chartres et du maire de Lèves.